# Ken Wiesner
Ken Wiesner, född 17 februari 1925 i Milwaukee i Wisconsin, död 20 mars 2019 i Minocqua, var en amerikansk före detta friidrottare.
Wiesner blev olympisk silvermedaljör i höjdhopp vid sommarspelen 1952 i Helsingfors.